# 자리구

자리 구의 위치

자리구(한국어: 가리구, 중국어: 佳里區, 병음: Jiālǐ Qū)는 중화민국 타이난시의 시할구이다. 넓이는 38.9422km2이고, 인구는 2023년 6월 기준으로 58,254명이다.

## 지리
자리 구는 타이난시 남서부에 위치하고 북쪽은 쉐자 구와, 서쪽은 장쥔 구와, 서남쪽은 치구 구와, 동쪽은 마더우 구와, 남쪽은 시강 구와 각각 접하고 있다.

## 역사
자리 구는 예전에 소롱(蕭壠)으로 불리며 평포족 4대사의 하나로 꼽혔다. 소롱의 유래에 대해서는 여러 가지 설이 있는데, 시라야족 Saulang사의 소재지이며 이것이 소롱으로 음역되었다는 설이 유력하다. 이외에도 옛날 이곳에 풍인(광인)이 많아 풍인과 소롱이 대만어로 유사한 소리인 것에서 명명되었다는 설과 이곳에서 원인 불명의 사망자(일본군에 의해 살해되었다고 하는 전승도 있다)가 많이 발생한 것에서 소인(消人)으로 불리게 되었고 이것은 대만어로 발음이 가까운 소롱으로 전와 했다는 설도 있다.
자리 구는 청대에는 대만부 제라현에 속하고 있었지만, 청말에 대남부 관할로 개편되었다. 1920년의 타이완 지방제 개편에 의해 가리(佳里)로 개명되어 가리 장(佳里庄)이 설치되었고 다이난 주 호쿠몬 군의 관할이 되었다. 1933년 12월에는 인구 증가에 의해 가리 가(佳里街)로 승격하였다. 전후에 타이난 현 자리 진으로 개편되어 현재에 이르고 있다.